# 治打撲一方
治打撲一方（ちだぼくいっぽう）は、漢方処方の一種である。

## 構成生薬
治打撲一方は、以下の7品目の生薬によって構成されている。
- 桂皮 - 3.0 g
- 川芎 - 3.0 g
- 川骨 - 3.0 g
- 撲樕 または 桜皮 - 3.0 g
- 甘草 - 1.5 g
- 丁子 - 1.0 g （場合によっては、1.0 - 1.5 g）
- 大黄 - 1.0 g （場合によっては、1.0 - 1.5 g）

ただし、上記は標準的な配合量であって、漢方薬の場合は患者の症状や体質や年齢などに応じて加減（配合量の変更など）が行われる場合もあることを付記しておく。

## 適用
治打撲一方は、少陽病期の実証の者に用いる。そのような者が、打撲や捻挫などを負い、その後数日が経過しても患部に腫脹があって痛みのある場合に用いる。
なお基本的に、治打撲一方は受傷直後に使用するのではなく、受傷後数日が経過してから用いられる。

## 歴史
治打撲一方は、医学書『香川修庵』に収載されている。